# Висковатов, Василий Иванович
Василий Иванович Висковатов (26 декабря 1779 (6 января 1780), Санкт-Петербург — 8 (20) октября 1812, Санкт-Петербург) — русский математик. Известный специалист в области математического анализа и вариационного исчисления, один из активных последователей С. Г. Гурьева в пропаганде новых передовых научных идей.
Выпущен из Артиллерийского и Инженерного Шляхетского Кадетского Корпуса в 1796 года штык-юнкером в корпусные офицеры.
С 1803 года признан крупным математиком, избран академиком Петербургской Академии наук.
В 1810 году, при определении на должность профессора чистой и прикладной математики в Институт Корпуса инженеров путей сообщения, он был переименован из надворного советника в майора.
Впервые употребил русский термин «производная функция», переведя на русский язык соответствующее понятие, использовавшееся Лагранжем.